# Ziua morților (film din 1985)
Ziua morților (1985, Day of the Dead) este un film de groază de George A. Romero, fiind al treilea film din seria Living Dead după Noaptea morților vii (1968) și Dimineața morților (1978). A avut premiera la 19 iulie 1985.
Un serial omonim bazat pe acest film a avut premiera pe Syfy la 15 octombrie 2021.

## Distribuție
- Lori Cardille - Dr. Sarah Bowman
- Joseph Pilato - Captain Henry Rhodes
- Terry Alexander - John "Flyboy"
- Jarlath Conroy - Bill McDermott
- Richard Liberty - Dr. Matthew "Frankenstein" Logan
- Anthony Dileo Jr. - Miguel Salazar
- Sherman Howard - "Bub"
- Gary Howard Klar - Private Walter Steel
- Ralph Marrero - Private Robert Rickles
- John Amplas - Dr. Ted Fisher, tehnician
- Phillip G. Kellams - Private Miller
- Taso Stavrakis - Private Juan Torrez/Knock-on-wood Zombie/Biker Zombie
- Gregory Nicotero - Private Johnson
- George A. Romero - Zombie with scarf (nemenționat, cameo)

## Primire
Filmul a primit "Licorne d'or (Unicornul de Aur)" la Festival international du film fantastique et de science-fiction de Paris.